# Beaumaris, Victoria
Beaumaris är en del av en befolkad plats i Australien. Den ligger i delstaten Victoria, omkring 20 kilometer söder om delstatshuvudstaden Melbourne. Antalet invånare är 12 829.
Trakten är tätbefolkad. Närmaste större samhälle är Melbourne, omkring 20 kilometer norr om Beaumaris. 
Genomsnittlig årsnederbörd är 1 251 millimeter. Den regnigaste månaden är maj, med i genomsnitt 154 mm nederbörd, och den torraste är januari, med 51 mm nederbörd.